# Todd Larkham
Todd Larkham (* 13. Oktober 1974 in Canberra) ist ein ehemaliger australischer Tennisspieler.

## Leben
Larkhams Eltern besaßen ein Tenniszentrum und arbeiteten beide als Tennistrainer. Sowohl Todd als auch sein zwei Jahre jüngerer Bruder Brent wurden daher von Kindesbeinen an den Tennissport herangeführt. 1993 wurde er Tennisprofi und spielte zumeist auf Turnieren der ATP Challenger Tour. 1992 gewann er an der Seite des Briten Chris Wilkinson das Challenger-Turnier von Olbia. Seinen zweiten und letzten Doppeltitel holte er in Grenoble mit seinem Landsmann Michael Tebbutt. Seinen einzigen Einzeltitel errang er 2003 in Scheveningen durch einen Finalsieg gegen Diego Veronelli. Bei Turnieren der ATP World Tour scheiterte er meist schon in der Qualifikation, eine nennenswerte Ausnahme bildeten die Bournemouth Open 1998, als er gegen Miles Maclagan siegte und in der zweiten Runde Stefan Koubek unterlag.
Im Laufe seiner Karriere konnte er einen Einzeltitel und zwei Doppeltitel auf der Challenger-Tour erringen. Seine höchste Notierung in der Tennis-Weltrangliste erreichte er 2003 mit Position 136 im Einzel sowie 1998 mit Position 168 im Doppel.
Sein bestes Einzelergebnis bei einem Grand-Slam-Turnier war das Erreichen der zweiten Runde bei den Australian Open 2003, wobei er nach drei Qualifikationsrunden und seinem Erstrundensieg gegen Cecil Mamiit in der zweiten Runde gegen Lleyton Hewitt unterlag. Besonderes Losglück hatte er bei Grand-Slam-Turnieren nicht, er traf in seinen Erstrundenpartien unter anderem auf Andre Agassi, Tim Henman und Pete Sampras. In der Doppelkonkurrenz erreichte er jeweils 1996 und 1998 die zweite Runde der Australian Open.
Larkham trat 2004 vom Profisport zurück.

## Turniersiege
| Legende                       |
| Grand Slam                    |
| Tennis Masters Cup            |
| ATP Masters Series            |
| ATP International Series Gold |
| ATP International Series      |
| ATP Challenger Tour (3)       |

### Einzel
| Nr. | Datum         | Turnier      | Belag | Finalgegner     | Ergebnis       |
| --- | ------------- | ------------ | ----- | --------------- | -------------- |
| 1.  | 13. Juli 2003 | Scheveningen | Sand  | Diego Veronelli | 7:64, 4:6, 6:4 |

### Doppel
| Nr. | Datum           | Turnier  | Belag         | Partner         | Finalgegner                       | Ergebnis      |
| --- | --------------- | -------- | ------------- | --------------- | --------------------------------- | ------------- |
| 1.  | 4. Oktober 1998 | Olbia    | Hartplatz     | Chris Wilkinson | Thomas Shimada Filippo Veglio     | 3:6, 6:3, 7:6 |
| 2.  | 6. Oktober 2002 | Grenoble | Hartplatz (i) | Michael Tebbutt | Massimo Bertolini Cristian Brandi | 4:6, 6:3, 6:4 |